# My Everything (canção de 98 Degrees)
"My Everything" é o segundo single do grupo estadunidense 98 Degrees de seu terceiro álbum de estúdio Revelation. "My Everything" não alcançou o mesmo sucesso que o single predecessor "Give Me Just One Night (Una Noche)" fez para o grupo, mas a canção conseguiu entrar no Top 40 dos EUA em 22º lugar.

## Videoclipe
O vídeo é dirigido por Bille Woodruff e mostra o grupo em um dia-a-dia fictício se encontrando com as pessoas amadas. A cantora e ex-esposa de Nick, Jessica Simpson faz participação no vídeo, assim como a esposa de Drew Lachey e um dos filhos de Jeff Timmons.

## Lista das faixas
| Maxi single australiano |                                                            |         |  |
| N.º                     | Título                                                     | Duração |  |
| 1.                      | "My Everything"                                            |         |  |
| 2.                      | "Give Me Just One Night (Una Noche)" (Hex Hector Club Mix) |         |  |
| 3.                      | "Can You Imagine"                                          |         |  |
| 4.                      | "Never Let Go"                                             |         |  |

| Maxi single japonês |                                                            |         |  |
| N.º                 | Título                                                     | Duração |  |
| 1.                  | "My Everything"                                            |         |  |
| 2.                  | "Give Me Just One Night (Una Noche)" (KNS Groove Mix)      |         |  |
| 3.                  | "Give Me Just One Night (Una Noche)" (KNS Mix)             |         |  |
| 4.                  | "Give Me Just One Night (Una Noche)" (Hex Hector Club Mix) |         |  |
| 5.                  | "Give Me Just One Night (Una Noche)" (Spanish Version)     |         |  |

## Desempenho nas paradas
| Parada (2000–2001)                            | Posição mais alta |
| --------------------------------------------- | ----------------- |
| Austrália (ARIA)                              | 88                |
| Estados Unidos (Billboard Hot 100)            | 34                |
| Estados Unidos (Billboard Adult Contemporary) | 13                |
| Estados Unidos (Billboard Mainstream Top 40)  | 12                |
| Estados Unidos (Billboard Rhythmic)           | 21                |

| Parada (2001)                     | Posição |
| --------------------------------- | ------- |
| US Adult Contemporary (Billboard) | 28      |